# رمرام
الرمرام أو ذنب العقرب (الاسم العلمي Heliotropium bacciferum)، جنبة مُزهرة معمرة من فصيلة الحمحمية، يتراوح ارتفاعها ما بين 30 إلى 50 سم، ساقها خشبية عديدة الأفرع، أوراقها متبادلة بيضاوية الشكل ذات قمة مدببة منشارية، يكسوها زغب خشن الملمس، ولونها أخضر داكن، أزهارها صغيرة بيضاء اللون. أعطانها في شمال إفريقيا والجزيرة العربية وآسيا المدارية.